# Конституційний акт 1982 року
Конституційний акт 1982 року (англ. Constitution Act, 1982, фр. Loi constitutionnelle de 1982) (додаток B до Канадського акту 1982 року) є складовою частиною конституції Канади. При цьому він вважається самодостатнім. Він модифікував деякі частини Акту про Британську Північну Америку 1867 року, зокрема, перейменувавши його на Конституційний акт 1867 року. Канадська хартія прав і свобод формує перші тридцять чотири статті Конституційного акту 1982 року.
Акт набрав чинності 17 квітня 1982 року без жодних консультацій з населенням країни. Квебек в останню мить навіть вирішив не брати участі в перемовинах після Ночі довгих ножів, так і не підписавши документ.

## Хартія прав і свобод
Канадська хартія прав і свобод формує першу частину Конституційного акту 1982 року. Хартія декларує захист прав канадських громадян від антисуспільних вчинків, політики і законів федерального та провінційних урядів та об'єднання канадців навколо сукупності цінностей, що втілюють ці права.

## Права корінних народів
Стаття 35 Конституційного акту 1982 року «визнаються та підтверджуються» «чинні первинні чи такі, що витікають з договорів, права корінних народів Канади». Під таким терміном розуміють «індіанців, ескімосів і метисів Канади».
Слово «чинні» у статті 35(1) зобов'язало Верховний суд визначити, які права корінних народів існують. Верховний суд постановив, що до 1982 року права корінних народів існували на підставі звичаєвого права. Звичаєве право могло бути замінено одним простим законом. Таким чином, до 1982 року федеральний парламент міг скасувати права корінних народів, але права, що існували станом на 1982 рік, більше скасувати не міг.
Іншими статтями, що стосуються прав корінних народів, є стаття 25 Хартії та стаття 35-1Р, що встановлюють запити на участь корінних народів у модифікації відповідних конституційних ремарок.

## Рівномірний розподіл та рівність можливостей
Стаття 36 Конституції стосується рівності можливостей для канадського населення, економічного розвитку для підтримки такої рівності і служб, що є в розпорядженні населення. Підрозділ 2 визнає «принципове зобов'язання» про здійснення федеральним урядом платежів, що урівнюють.

## Зміни Конституції
Стаття 52(3) Конституційного акту 1982 року стверджує, що конституція може бути змінена тільки відповідно до норм, установлених у конституції. Метою такого розділу була згадка конституційного верховенства й позбавлення законодавців можливості виправляти конституцію простим законом.
Норми виправлення канадської конституції є вкрай суворими. Вони описані в частині V Конституційного акту 1982 року. Існує п'ять різних процедур змін, що застосовуються до різних видів поправок:
1. Звичайна процедура (процедура 7/50), стаття 38: Поправка має бути схвалена Палатою громад, Сенатом і «щонайменше, двома третинами провінцій, населення яких відповідно до останнього загального перепису разом складає щонайменше п'ятдесят відсотків населення всіх провінцій». Це застосовується у всіх процедурах зміни, про які особливим чином не сказано у статтях 41, 43, 44 чи 45. Звичайна процедура має використовуватись у кожній з шести ситуацій, установлених у статті 42.
2. Одноголосна процедура, стаття 41: За поправку мають проголосувати Палата громад, Сенат і всі провінційні законодавчі збори.
3. Двостороння процедура, стаття 43: За поправку мають проголосувати Палата громад, Сенат і законодавчі збори провінцій, яких стосується поправка.
4. Одностороння федеральна процедура, стаття 44: Поправка може бути схвалена лише Палатою громад і Сенатом.
5. Одностороння провінційна процедура, стаття 45: Поправка може бути схвалена лише провінційними законодавчими зборами.

## Верховенство
Відповідно до статті 52 Конституційного акту 1982 року «Конституція Канади є вищим законом Канади», і будь-який закон, що їй суперечить, стає недійсним. Це надає канадським судам можливість скасовувати закони.